# Littoral Combat Ship

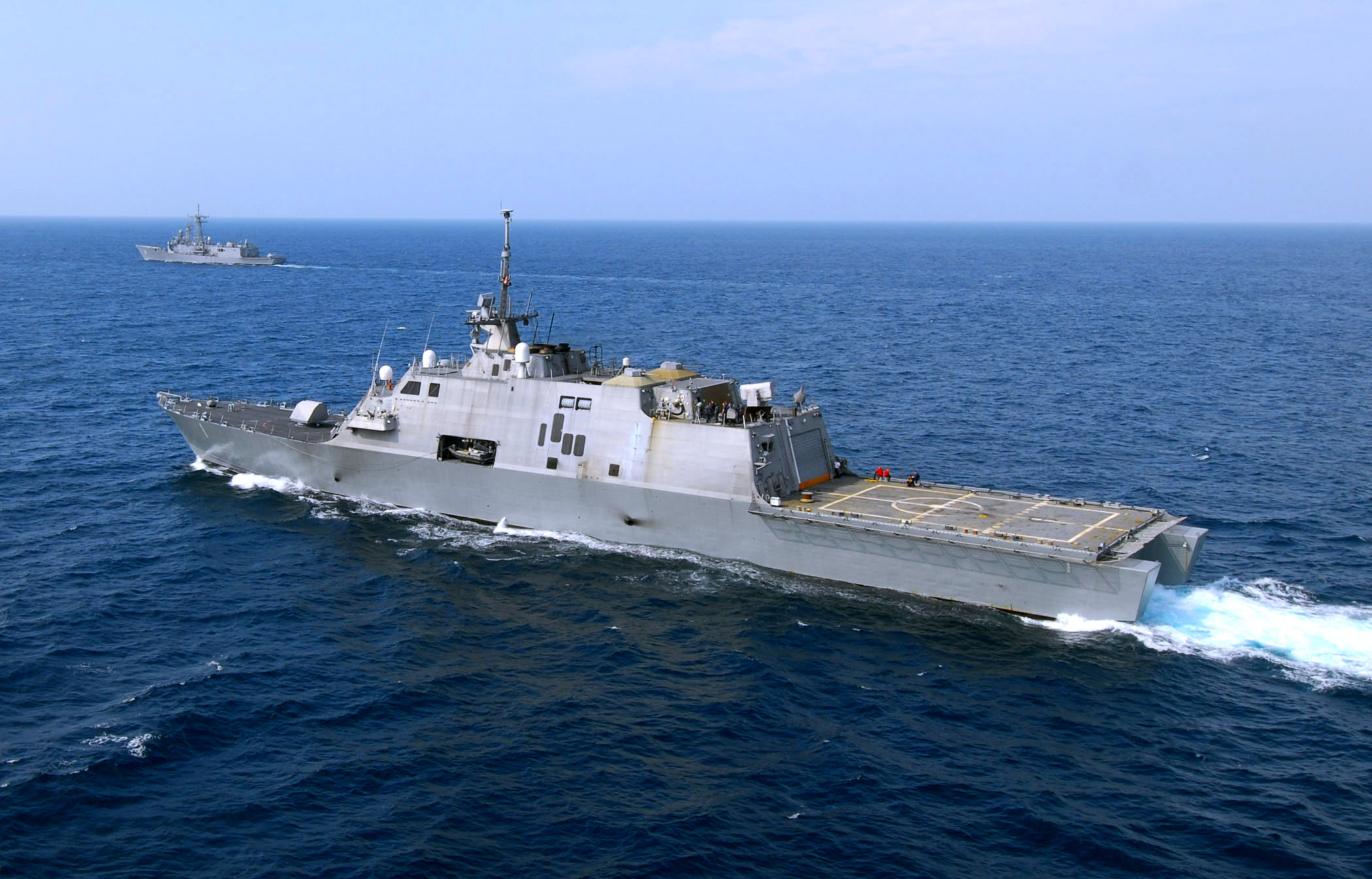
USS Freedom (LCS-1) klasické koncepce již s instalovanými buoyancy tanks na zádi pro zvýšení vztlaku.

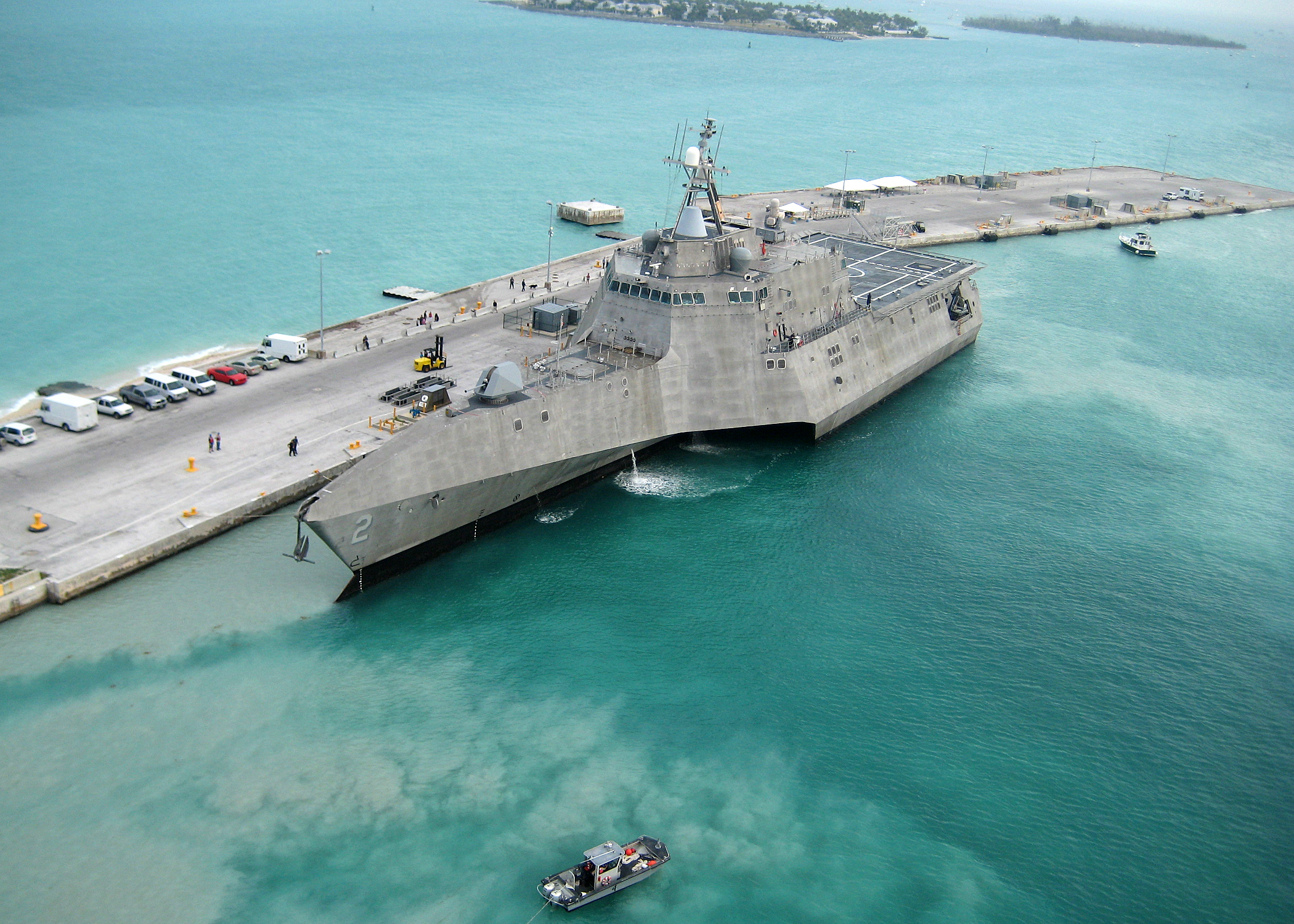
USS Independence (LCS-2) koncipovaná jako trimaran

Littoral combat ship (LCS) je označení programu námořnictva Spojených států amerických na vývoj nové kategorie menších hladinových válečných lodí, sloužících k operacím v pobřežních vodách (doslovný překlad LCS je pobřežní bojová loď). Ve službě mají nahradit fregaty třídy Oliver Hazard Perry a minolovky tříd Osprey a Avenger.
Lodě programu LCS mají být relativně levné platformy, velikostí o něco menší než fregaty, které díky výměnným modulům (tzv. Mission pack) mohou plnit široké spektrum úkolů, zejména souvisejících s eliminací moderních asymetrických hrozeb. Jedná se například o transport, záchranné mise, průzkum a speciální operace, o likvidaci min, moderních tichých ponorek, pašeráků drog či teroristů. Ve službě budou doplňovat hlavní jednotky námořnictva, se kterými budou informačně plně propojeny.
Do února 2011 byly dokončeny dvě prototypové jednotky (po jedné od každé koncepce), dvě další byly ve stavbě a dalších 18 bylo objednáno. Předpokládala se akvizice až 60 lodí této kategorie. Zároveň však program LCS trpěl značným zpožděním a výrazným překročením plánovaných nákladů (celkové náklady na program byly do té doby překročeny o 286%).
Vzhledem k ceně a rozpočtovým škrtům ale došlo k další redukci a v únoru 2014 bylo oznámeno plánované ukončení původního programu po 32 postavených jednotkách. Dalších 20 jednotek (od LCS-33, do celkového počtu 52, který se předpokládal až do prosince 2015), označených jako SSC (Small Surface Combatant), má být vybaveno pancéřováním a lepší elektronikou, ale s redukovanou protivzdušnou obranou. V lednu 2015 bylo oznámeno, že SSC – a po upgradu i původní LCS – budou překlasifikovány na fregaty (FF). V prosinci 2015 oznámil Pentagon úmysl zredukovat počet postavených jednotek na 40 kusů a pouze od jednoho výrobce.

## Charakteristika
Plavidla LCS mají dosahovat vysokých rychlostí (více než 40 uzlů), nést dva palubní vrtulníky Sikorsky SH-60 Seahawk, vzdušné i námořní bezpilotní prostředky a obojživelný výsadek. Mimo hangár pro vrtulníky a bezpilotní prostředky (například vrtulníků MQ-8B Fire Scout) mají ještě jeden větší hangár pro náklad, výsadek a modulové vybavení. Tato paluba je přístupná rampou ze břehu, z moře a je také výtahem spojená s přistávací palubou. Modulové vybavení (pro protilodní boj, protiponorkový boj a likvidaci min) tvoří konverzní sady ve standardizovaných kontejnerech, umožňující úpravu pro nasazení ve specializovaných rolích během 24 hodin. Lodě dále ponesou malý člun, který budou moci vypouštět ze záďové rampy i během plavby. Posádka lodí se bude dělit na základní posádku, obsluhu modulového vybavení a výsadek (dle potřeby). Základní výzbroj v současnosti představuje jeden 57mm kanón Mk 110, dva kulomety a jeden raketový obranný systém RAM či SeaRAM.

## Vývoj

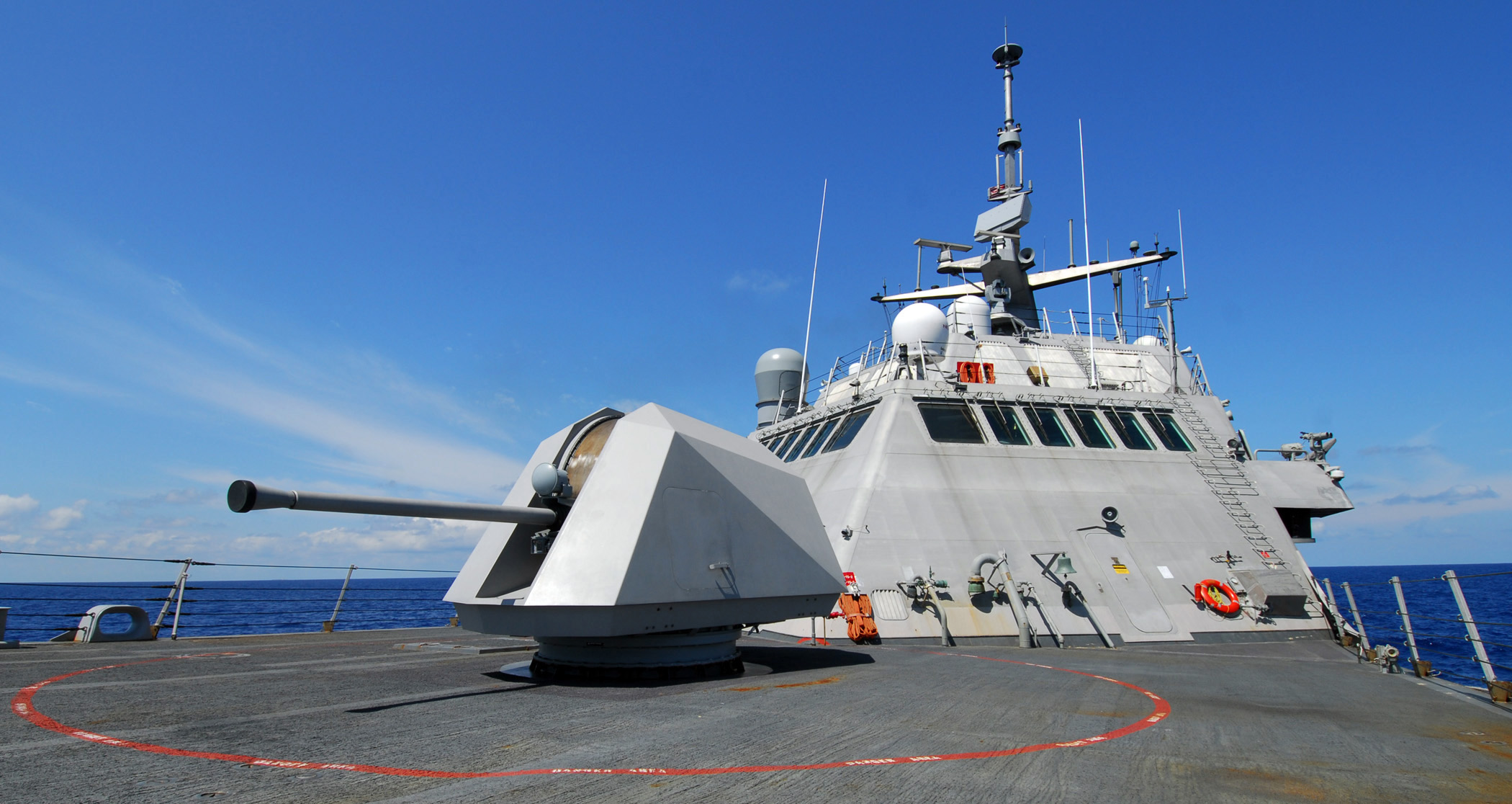
57mm kanón Mk 110 na palubě USS Freedom

Americké ministerstvo obrany vybralo roku 2004 dva týmy, vedené společnostmi Lockheed Martin a General Dynamics, které měly představit vlastní projekty LCS a postavit po dvou předsériových jednotkách verze Block 0. Podle výsledku jejich testování měl být následně zvolen další postup. Koncern Lockheed Martin představil třídu Freedom, zatímco General Dynamics se soutěže účastní s projektem trimaranu třídy Independence. Jako první byla dokončena USS Freedom, postavená v letech 2005–2008. Konkurenční plavidlo USS Independence bylo stavěno v letech 2006–2010. Ve stavbě je rovněž druhé vylepšené plavidlo od každého typu objednané v rámci předsérie Block 0+. Lodě jsou přitom zásadně modifikovány podle zjištění z provozu první dvojice a pojmenovány USS Fort Worth a USS Coronado. Obě lodě mají být dokončeny v roce 2012.
Akviziční strategie amerického námořnictva se v případě programu LCS několikrát změnila. Dne 29. prosince 2010 však Kongres schválil kontrakt na stavbu 20 nových lodí LCS série Block 1, přičemž svou objednávku rozdělila stejným dílem na obě konstrukce. V praxi se tak oba typy mají doplňovat. Pátá a šestá jednotka byly zafinancovány ještě ve fiskálním roce 2010.

## Zkušenosti ze zkoušek

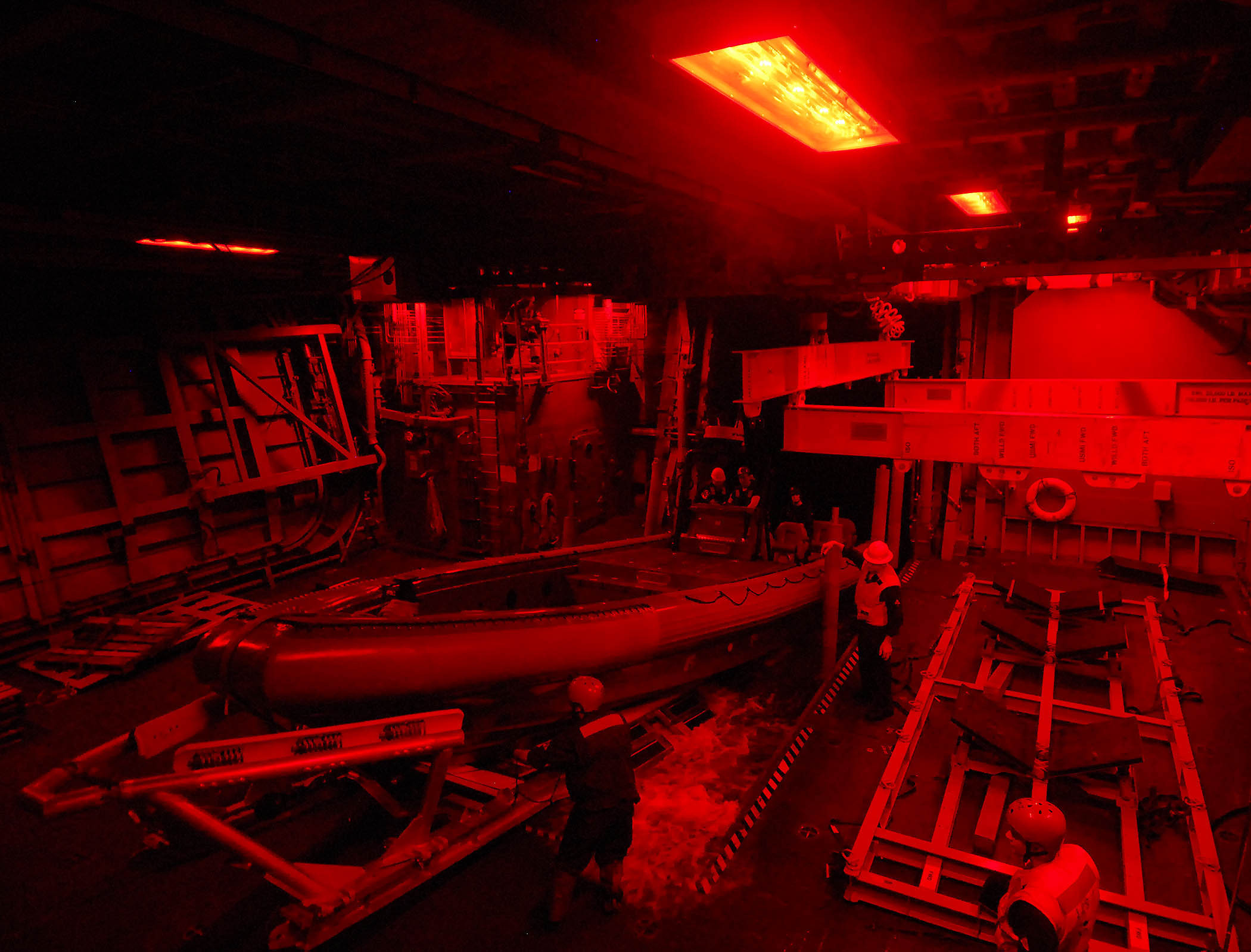
Hangár lodi Freedom

Freedom byla roku 2010 na dva měsíce zkušebně nasazena proti pašerákům narkotik v Karibiku a posléze i při mezinárodním cvičení RIMPAC 2010. Objevila se přitom řada nedostatků, jako je přetížení lodi, zhoršená stabilita či nespolehlivost elektronického vybavení. Obě prototypové jednotky navíc zatím mají problémy při spouštění a nakládání člunů a bezpilotních prostředků. Změny konstrukce si vyžádalo rovněž zpřísnění požadavků na odolnost plavidel. Námořnictvu původně postačovalo splnění civilních bezpečnostních norem, nyní však vyžaduje úpravu na standard Level 1, využívaný obvykle pro druhosledová plavidla typu minolovek a hlídkových člunů. Třída Freedom je navíc z velké části z hliníku, zatímco třída Independence je dokonce celohliníková, což dále snižuje jejich odolnost. Rovněž vývoj modulového vybavení se značně prodlužuje a žádná ze sad dosud není plně schopná nasazení.